# ريان جنسن (لاعب كرة قاعدة)
ريان جنسن (بالإنجليزية: Ryan Jensen)‏ هو لاعب كرة قاعدة أمريكي، ولد في 17 سبتمبر 1975 في مدينة سولت ليك في الولايات المتحدة.

## وصلات خارجية
- ريان جنسن على موقعبيزبول رفرنس.كوم (الدوري الرئيسي) (الإنجليزية)